# ITF Women’s World Tennis Tour 2019 (April–Juni)
In den folgenden Tabellen werden die Tennisturniere des zweiten Quartals der ITF Women’s World Tennis Tour 2019 dargestellt.

## Turnierplan
| Kategorien            | Kategorien           |
| World Tennis Tour 25+ | World Tennis Tour 15 |
| --------------------- | -------------------- |
| W100                  | —                    |
| W80                   | —                    |
| W60                   | —                    |
| W25                   | —                    |
| —                     | W15                  |

### April
| Datum 1 | Turnierort                                                      | Siegerin Einzel                           | Siegerinnen Doppel                        |
| ------- | --------------------------------------------------------------- | ----------------------------------------- | ----------------------------------------- |
| 01.04.  | Palm Harbor Innisbrook Open 2019                                | Barbora Krejčíková                        | Quinn Gleason Ingrid Neel                 |
| 01.04.  | Bolton                                                          | Witalija Djatschenko                      | Alicia Barnett Jodie Anna Burrage         |
| 01.04.  | Santa Margherita di Pula                                        | Kaja Juvan                                | Katharina Hobgarski Walerija Strachowa    |
| 01.04.  | Kashiwa                                                         | Darija Snihur                             | Kanako Morisaki Minori Yonehara           |
| 01.04.  | Óbidos                                                          | Maryna Zanevska                           | Cristina Bucsa Georgina García Pérez      |
| 01.04.  | Jackson                                                         | Katarzyna Kawa                            | Katarzyna Kawa Katarzyna Piter            |
| 01.04.  | Scharm asch-Schaich                                             | İpek Soylu                                | Thasaporn Naklo Mananchaya Sawangkaew     |
| 01.04.  | Tabarca                                                         | Camilla Scala                             | Ángela Fita Boluda Alice Ramé             |
| 01.04.  | Antalya                                                         | Nika Radišić                              | Wiktorija Michailowa Andreea Prisăcariu   |
| 08.04.  | Istanbul Istanbul Lale Cup 2019                                 | Witalija Djatschenko                      | Marie Bouzková Rosalie van der Hoek       |
| 08.04.  | Calvi                                                           | Anastassija Komardina                     | Estelle Cascino Elixane Lechemia          |
| 08.04.  | Sunderland                                                      | Laura-Ioana Paar                          | Maja Chwalińska Ulrikke Eikeri            |
| 08.04.  | Hongkong                                                        | Ma Shuyue                                 | Paige Hourigan Aldila Sutjiadi            |
| 08.04.  | Santa Margherita di Pula                                        | Turnier nach dem Achtelfinale abgebrochen | Turnier nach der 1. Runde abgebrochen     |
| 08.04.  | Osaka                                                           | Han Na-lae                                | Choi Ji-hee Han Na-lae                    |
| 08.04.  | Óbidos                                                          | Mariam Bolkwadse                          | Sopia Schapatawa Emily Webley-Smith       |
| 08.04.  | Tunis                                                           | Jaqueline Adina Cristian                  | Martina Colmegna Anastasia Grymalska      |
| 08.04.  | Pelham                                                          | Barbora Krejčíková                        | Usue Maitane Arconada Caroline Dolehide   |
| 08.04.  | Scharm asch-Schaich                                             | Magali Kempen                             | Nadja Gilchrist Louise Kwong              |
| 08.04.  | Schymkent                                                       | Kamilla Rachimowa                         | Kamilla Rachimowa Vitalia Stamat          |
| 08.04.  | Cancún                                                          | Natsumi Kawaguchi                         | Natsumi Kawaguchi Maya Tahan              |
| 08.04.  | Tabarca                                                         | Ana Lantigua de la Nuez                   | Amanda Carreras Ángela Fita Boluda        |
| 08.04.  | Antalya                                                         | Park So-hyun                              | Marie Mettraux Wera Swonarjowa            |
| 15.04.  | Dothan Hardee’s Pro Classic 2019                                | Kristína Kučová                           | Usue Maitane Arconada Caroline Dolehide   |
| 15.04.  | Santa Margherita di Pula                                        | Arantxa Rus                               | Federica Di Sarra Anastasia Grymalska     |
| 15.04.  | Guayaquil                                                       | Fernanda Brito                            | Fernanda Brito María Paulina Pérez García |
| 15.04.  | Kairo                                                           | Despina Papamichail                       | Melanie Klaffner Despina Papamichail      |
| 15.04.  | Schymkent                                                       | Anastassija Sacharowa                     | Tamara Čurović Anastassija Sacharowa      |
| 15.04.  | Cancún                                                          | Marcela Zacarías                          | Victoria Rodríguez Marcela Zacarías       |
| 15.04.  | Tabarca                                                         | Rosa Vicens Mas                           | Nefisa Berberović Veronika Erjavec        |
| 15.04.  | Antalya                                                         | Chanel Simmonds                           | Karolína Kubáňová Nikola Tomanová         |
| 22.04.  | Charlottesville Boar’s Head Resort Women’s Open 2019            | Whitney Osuigwe                           | Asia Muhammad Taylor Townsend             |
| 22.04.  | Santa Margherita di Pula                                        | Arantxa Rus                               | Manon Arcangioli Elixane Lechemia         |
| 22.04.  | Chiasso Axion Swiss Bank Open 2019                              | Warwara Gratschewa                        | Cristina Bucsa Marta Kostjuk              |
| 22.04.  | Osprey                                                          | Ann Li                                    | Pamela Montez Belinda Woolcock            |
| 22.04.  | Andijon                                                         | Kamilla Rachimowa                         | Eudice Chong Tamara Čurović               |
| 22.04.  | Bucaramanga                                                     | Fernanda Brito                            | Fernanda Brito María Paulina Pérez García |
| 22.04.  | Kairo                                                           | Simona Waltert                            | Despina Papamichail Simona Waltert        |
| 22.04.  | Cancún                                                          | Marcela Zacarías                          | Andrea Renee Villarreal Marcela Zacarías  |
| 22.04.  | Tabarca                                                         | Alice Ramé                                | Karolína Beránková Angelica Moratelli     |
| 22.04.  | Antalya                                                         | Manca Pislak                              | Jenny Dürst Chiara Grimm                  |
| 29.04.  | Charleston Live to Play – LTP $100K 2019                        | Taylor Townsend                           | Asia Muhammad Taylor Townsend             |
| 29.04.  | Gifu Kangaroo Cup International Ladies Open Tennis 2019         | Sarina Dijas                              | Duan Yingying Han Xinyun                  |
| 29.04.  | Wiesbaden Wiesbaden Tennis Open 2019                            | Barbora Krejčíková                        | Anna Blinkowa Yanina Wickmayer            |
| 29.04.  | Les Franqueses del Vallès Torneig Internacional Els Gorchs 2019 | Katy Dunne                                | Jessika Ponchet Eden Silva                |
| 29.04.  | Santa Margherita di Pula                                        | Mirjam Björklund                          | Gabriela Cé Chiara Scholl                 |
| 29.04.  | Chimki                                                          | Sofja Lansere                             | Freya Christie Jekaterina Jaschina        |
| 29.04.  | Namangan                                                        | Walerija Sawinych                         | Rutuja Bhosale Eudice Chong               |
| 29.04.  | Kairo                                                           | Mayar Sherif                              | Alica Rusová Simona Waltert               |
| 29.04.  | Tiflis                                                          | Anastassija Sacharowa                     | Melis Sezer Eliessa Vanlangendonck        |
| 29.04.  | Tabarca                                                         | Estelle Cascino                           | Kristýna Hrabalová Joanna Zawadzka        |
| 29.04.  | Antalya                                                         | Indy de Vroome                            | Vanda Lukács Manca Pislak                 |

### Mai
| Datum 1 | Turnierort                                                                 | Siegerin Einzel                            | Siegerinnen Doppel                           |
| ------- | -------------------------------------------------------------------------- | ------------------------------------------ | -------------------------------------------- |
| 06.05.  | Bonita Springs FineMark Women’s Pro Tennis Championship 2019               | Lauren Davis                               | Alexa Guarachi Erin Routliffe                |
| 06.05.  | Cagnes-sur-Mer Open de Cagnes-sur-Mer Alpes-Maritime 2019                  | Christina McHale                           | Anna Blinkowa Xenia Knoll                    |
| 06.05.  | Lu’an 2019 Jin'an Open                                                     | Han Xinyun                                 | Beatrice Gumulya You Xiaodi                  |
| 06.05.  | Fukuoka Fukuoka International Women’s Tennis 2019                          | Heather Watson                             | Naomi Broady Heather Watson                  |
| 06.05.  | Rom                                                                        | Daniela Seguel                             | Arina Rodionova Storm Sanders                |
| 06.05.  | Óbidos                                                                     | Pemra Özgen                                | Sopia Schapatawa Emily Webley-Smith          |
| 06.05.  | Monzón                                                                     | Nadia Podoroska                            | Jana Fett Dalma Gálfi                        |
| 06.05.  | Tučepi                                                                     | Johana Marková                             | Nefisa Berberović Veronika Erjavec           |
| 06.05.  | Iraklio                                                                    | Draginja Vuković                           | Maya Tahan Draginja Vuković                  |
| 06.05.  | Cancún                                                                     | Marcela Zacarías                           | María José Portillo Ramírez Marcela Zacarías |
| 06.05.  | Göteborg                                                                   | Aneta Laboutková                           | Caijsa Wilda Hennemann Melis Yasar           |
| 06.05.  | Tabarca                                                                    | Eva Vedder                                 | Bárbara Gatica Rebeca Pereira                |
| 06.05.  | Antalya                                                                    | Eléonora Molinaro                          | Cemre Anıl Dasha Ivanova                     |
| 06.05.  | Williamsburg                                                               | Natasha Subhash                            | Savannah Broadus Vanessa Ong                 |
| 13.5.   | Trnava Empire Slovak Open 2019                                             | Bernarda Pera                              | Anna Blinkowa Xenia Knoll                    |
| 13.5.   | Saint-Gaudens Engie Open Saint-Gaudens 2019                                | Anna Kalinskaja                            | Martina Di Giuseppe Giulia Gatto-Monticone   |
| 13.5.   | Kurume Kurume U.S.E Cup International Women’s Tennis 2019                  | Rebecca Marino                             | Hiroko Kuwata Ena Shibahara                  |
| 13.5.   | La Bisbal d’Empordà Torneig Internacional de Tennis Femení Solgironès 2019 | Wang Xiyu                                  | Arina Rodionova Storm Sanders                |
| 13.5.   | Wuhan                                                                      | Yuan Yue                                   | Jiang Xinyu Erika Sema                       |
| 13.5.   | Changwon                                                                   | Chanel Simmonds                            | Hsu Chieh-yu Chanel Simmonds                 |
| 13.5.   | Óbidos                                                                     | Deniz Khazaniuk                            | Sopia Schapatawa Emily Webley-Smith          |
| 13.5.   | Singapur                                                                   | Abigail Tere-Apisah                        | Beatrice Gumulya Jessy Rompies               |
| 13.5.   | Iraklio                                                                    | Vanda Lukács                               | Anna Arkadianou Elina Nepli                  |
| 13.5.   | Barletta                                                                   | Elizabeth Mandlik                          | Federica Arcidiacono Jessica Bertoldo        |
| 13.5.   | Cancún                                                                     | Marcela Zacarías                           | María José Portillo Ramírez Marcela Zacarías |
| 13.5.   | Varberg                                                                    | Marina Yudanov                             | Caijsa Wilda Hennemann Maria Petrovic        |
| 13.5.   | Tacarigua                                                                  | Alice Gillan                               | Nadia Echeverría Alam Sabastiani Leon        |
| 13.5.   | Tabarca                                                                    | Julieta Lara Estable                       | Ángela Fita Boluda Gabriela Horáčková        |
| 13.5.   | Antalya                                                                    | Eléonora Molinaro                          | Jenny Dürst Chiara Grimm                     |
| 13.5.   | Naples, FL                                                                 | Katerina Stewart                           | Mara Schmidt Belinda Woolcock                |
| 20.05.  | Jerusalem                                                                  | Jodie Anna Burrage                         | Julija Hatouka Tereza Mihalíková             |
| 20.05.  | Caserta                                                                    | Warwara Gratschewa                         | Lizette Cabrera Julia Grabher                |
| 20.05.  | Karuizawa                                                                  | Jovana Jakšić                              | Naomi Broady Ayaka Okuno                     |
| 20.05.  | Goyang                                                                     | Natalija Kostić                            | Hsu Chieh-yu Chanel Simmonds                 |
| 20.05.  | Singapur                                                                   | Nudnida Luangnam                           | Paige Hourigan Aldila Sutjiadi               |
| 20.05.  | Nonthaburi                                                                 | Maddison Inglis                            | Aleksandrina Najdenowa İpek Soylu            |
| 20.05.  | Iraklio                                                                    | Tamara Malešević                           | Ange Oby Kajuru Laura Maluniaková            |
| 20.05.  | Cancún                                                                     | Sofia Sewing                               | Thaisa Grana Pedretti Eduarda Piai           |
| 20.05.  | Cantanhede                                                                 | Lisa Ponomar                               | Alba Carrillo Marín Noelia Zeballos          |
| 20.05.  | Tacarigua                                                                  | Yuliana Lizarazo                           | Nadia Echeverría Alam Sabastiani Leon        |
| 20.05.  | Tabarca                                                                    | Turnier nach dem Viertelfinale abgebrochen | Turnier nach dem Halbfinale abgebrochen      |
| 20.05.  | Antalya                                                                    | Seone Mendez                               | Chiara Grimm Alina Silitsch                  |
| 27.05.  | Luzhou                                                                     | Guo Hanyu                                  | Feng Shuo Xun Fangying                       |
| 27.05.  | Essen Bredeney Ladies Open 2019                                            | Tereza Martincová                          | Lina Gjorcheska Anastassija Komardina        |
| 27.05.  | Hongkong                                                                   | Erina Hayashi                              | Junri Namigata Abigail Tere-Apisah           |
| 27.05.  | Grado                                                                      | Rebecca Šramková                           | Anna Danilina Réka Luca Jani                 |
| 27.05.  | Incheon                                                                    | Han Na-lae                                 | Choi Ji-hee Han Na-lae                       |
| 27.05.  | Santa Margarida de Montbui                                                 | Eliza Kostowa                              | Sopia Schapatawa Emily Webley-Smith          |
| 27.05.  | Nonthaburi                                                                 | İpek Soylu                                 | Victoria Rodríguez Sabina Sharipova          |
| 27.05.  | Iraklio                                                                    | Oana Gavrilă                               | Oana Gavrilă Gabriela Nicole Tătăruș         |
| 27.05.  | Cancún                                                                     | Thaisa Grana Pedretti                      | Paula Barañano Melany Solange Krywoj         |
| 27.05.  | Montemor-o-Novo                                                            | Alba Carrillo Marín                        | Suzan Lamens Anna Pribylowa                  |
| 27.05.  | Tabarca                                                                    | Mayar Sherif                               | Alica Rusová Mayar Sherif                    |

### Juni
| Datum 1 | Turnierort                                              | Siegerin Einzel         | Siegerinnen Doppel                               |
| ------- | ------------------------------------------------------- | ----------------------- | ------------------------------------------------ |
| 03.06.  | Surbiton Surbiton Trophy 2019                           | Alison Riske            | Jennifer Brady Caroline Dolehide                 |
| 03.06.  | Brescia Internazionali Femminili di Brescia 2019        | Jasmine Paolini         | Andrea Gámiz Paula Cristina Gonçalves            |
| 03.06.  | Toruń Bella Cup 2019                                    | Rebecca Šramková        | Rebeka Masarova Rebecca Šramková                 |
| 03.06.  | Minsk                                                   | Francesca Jones         | Martina Colmegna Ulrikke Eikeri                  |
| 03.06.  | Shenzhen                                                | Wang Xinyu              | Guo Hanyu Ye Qiuyu                               |
| 03.06.  | Daegu                                                   | Han Na-lae              | Hsieh Yu-chieh Lee Pei-chi                       |
| 03.06.  | Bethany Beach                                           | Usue Maitane Arconada   | Usue Maitane Arconada Hayley Carter              |
| 03.06.  | Fargʻona                                                | Kamilla Rachimowa       | Nigina Abduraimova Berfu Cengiz                  |
| 03.06.  | Banja Luka                                              | Mira Antonitsch         | Nefisa Berberović Veronika Erjavec               |
| 03.06.  | Cancún                                                  | Patricia Maria Țig      | Fernanda Contreras Gómez Jessica Hinojosa Gómez  |
| 03.06.  | Tabarca                                                 | Mayar Sherif            | Natasha Fourouclas Ingrid Vojčináková            |
| 10.06.  | Manchester Manchester Trophy 2019                       | Magda Linette           | Duan Yingying Zhu Lin                            |
| 10.06.  | Rom Antico Tiro a Volo 2019                             | Sara Errani             | Elisabetta Cocciaretto Nicoleta-Cătălina Dascălu |
| 10.06.  | Barcelona Trofeu Internacional Ciutat de Barcelona 2019 | Alexandra Kiick         | Kyōka Okamura Moyuka Uchijima                    |
| 10.06.  | Minsk                                                   | Francesca Jones         | Lina Gjorcheska Anastassija Komardina            |
| 10.06.  | Hengyang                                                | Wang Xinyu              | You Xiaodi Zhang Ying                            |
| 10.06.  | Přerov                                                  | Anhelina Kalinina       | Karolína Kubáňová Nikola Tomanová                |
| 10.06.  | Akkon                                                   | Susan Bandecchi         | Silvia Njirić İpek Soylu                         |
| 10.06.  | Sumter                                                  | Hailey Baptiste         | Brynn Boren Caitlin Whoriskey                    |
| 10.06.  | Kaltenkirchen ITF Future Nord 2019                      | Yūki Naitō              | Gabriella Da Silva Fick Anna Klasen              |
| 10.06.  | Gimcheon                                                | Lee Eun-hye             | Ayumi Koshiishi Darja Mischina                   |
| 10.06.  | Cancún                                                  | Patricia Maria Țig      | Fernanda Contreras Gómez Nazari Urbina           |
| 10.06.  | Amarante                                                | Georgia Drummy          | Francisca Jorge Olga Parres Azcoitia             |
| 10.06.  | Tabarca                                                 | Margaux Rouvroy         | Noelia Bouzo Zanotti Noelia Zeballos             |
| 10.06.  | Wesley Chapel                                           | María Lourdes Carlé     | Allura Zamarripa Maribella Zamarripa             |
| 17.06.  | Ilkley Ilkley Trophy 2019                               | Monica Niculescu        | Beatriz Haddad Maia Luisa Stefani                |
| 17.06.  | Staré Splavy Mácha Lake Open 2019                       | Barbora Krejčíková      | Natela Dsalamidse Nina Stojanović                |
| 17.06.  | Montpellier                                             | Warwara Gratschewa      | Marina Melnikowa Eva Wacanno                     |
| 17.06.  | Jakarta                                                 | Risa Ozaki              | Haruka Kaji Junri Namigata                       |
| 17.06.  | Padua                                                   | Martina Caregaro        | Cristina Dinu Angelica Moratelli                 |
| 17.06.  | Figueira da Foz                                         | İpek Soylu              | Francisca Jorge Olga Parres Azcoitia             |
| 17.06.  | Madrid                                                  | Mayar Sherif            | Polina Monowa Jana Sisikowa                      |
| 17.06.  | Ystad                                                   | Danka Kovinić           | Emily Arbuthnott Anna Danilina                   |
| 17.06.  | Klosters ITF Women’s Open Klosters 2019                 | Julia Grabher           | Lisa Sabino Gaia Sanesi                          |
| 17.06.  | Denver                                                  | Usue Maitane Arconada   | Vladica Babić Hayley Carter                      |
| 17.06.  | Netanja                                                 | Anastassija Sacharowa   | Yekaterina Dmitrichenko Anastassija Sacharowa    |
| 17.06.  | Gimcheon                                                | Shiori Fukuda           | Kanako Morisaki Ayaka Okuno                      |
| 17.06.  | Tabarca                                                 | Julieta Lara Estable    | Carla Touly Anna Turati                          |
| 17.06.  | Orlando                                                 | Natasha Subhash         | Allura Zamarripa Maribella Zamarripa             |
| 24.06.  | Naiman                                                  | You Xiaodi              | Guo Meiqi Wu Meixu                               |
| 24.06.  | Périgueux                                               | Tessah Andrianjafitrimo | Bárbara Gatica Rebeca Pereira                    |
| 24.06.  | Darmstadt Tennis International Darmstadt 2019           | Wolha Hawarzowa         | Vivian Heisen Katharina Hobgarski                |
| 24.06.  | Tarvis                                                  | Bianca Turati           | Gabriela Cé Paula Cristina Gonçalves             |
| 24.06.  | Budapest                                                | Vanda Lukács            | İpek Öz Melis Sezer                              |
| 24.06.  | Jakarta                                                 | Arianne Hartono         | Arianne Hartono Nadia Ravita                     |
| 24.06.  | Cancún                                                  | Layne Sleeth            | Tiphanie Fiquet Léolia Jeanjean                  |
| 24.06.  | Alkmaar                                                 | Suzan Lamens            | Emily Arbuthnott Gabriella Da Silva Fick         |
| 24.06.  | Madrid                                                  | Yvonne Cavalle-Reimers  | Justina Mikulskytė Christina Rosca               |
| 24.06.  | Tabarca                                                 | Anna Turati             | Fanny Östlund Alexandra Viktorovitch             |
| 24.06.  | Shreveport                                              | Hsu Chieh-yu            | Vladica Babić Hsu Chieh-yu                       |